# 清水満昭
清水 満昭（しみず みつあき、1940年〈昭和15年〉5月21日 - ）は、日本の実業家、清水建設創業家6代目当主、清水建設相談役（元会長）。

## 略歴
- 1940年（昭和15年）5月 東京生まれ。
- 1962年（昭和37年）5月 清水地所株式会社入社。監査役就任。
- 1963年（昭和38年）3月 慶應義塾大学法学部卒業。
- 1963年（昭和38年）4月 第一銀行入社。
- 1966年（昭和41年）9月 清水地所　代表取締役社長就任。
- 1966年（昭和41年）11月 清水建設　 取締役に就任。
- 1968年（昭和43年）12月 第一銀行退職。
- 1972年（昭和47年）5月 清水建設　常務取締役就任。
- 1975年（昭和50年）5月 清水建設　専務取締役就任。
- 1983年（昭和58年）6月 清水建設　取締役（非常勤）就任。
- 1986年（昭和61年）6月 清水建設　常務取締役就任。
- 1999年（平成11年）6月 清水建設　取締役就任（執行役員制度の導入に伴い）。
- 2014年（平成26年）6月 清水建設　代表取締役会長就任。
- 2017年（平成29年）6月 清水建設　相談役就任。

## その他
- 7代目当主・清水基昭も清水建設社員（経理部）出身であり、2017年6月に取締役に就任した。
- 妻は千代田生命創業家の門野家出身の治子。義兄に実業家門野進一（妻はホーネン創業家杉山家出身の豊子）がいる。